# Natalia Lafourcade

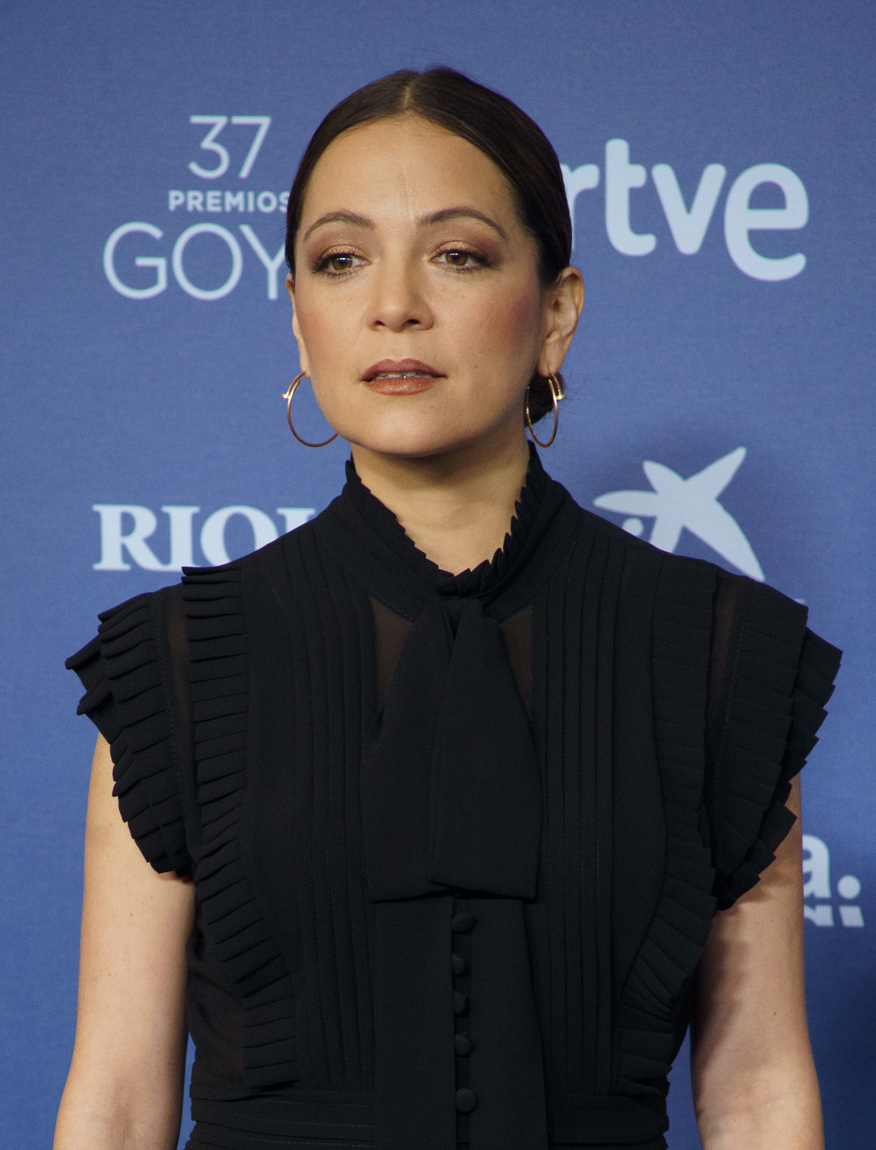
Natalia Lafourcade (2023)

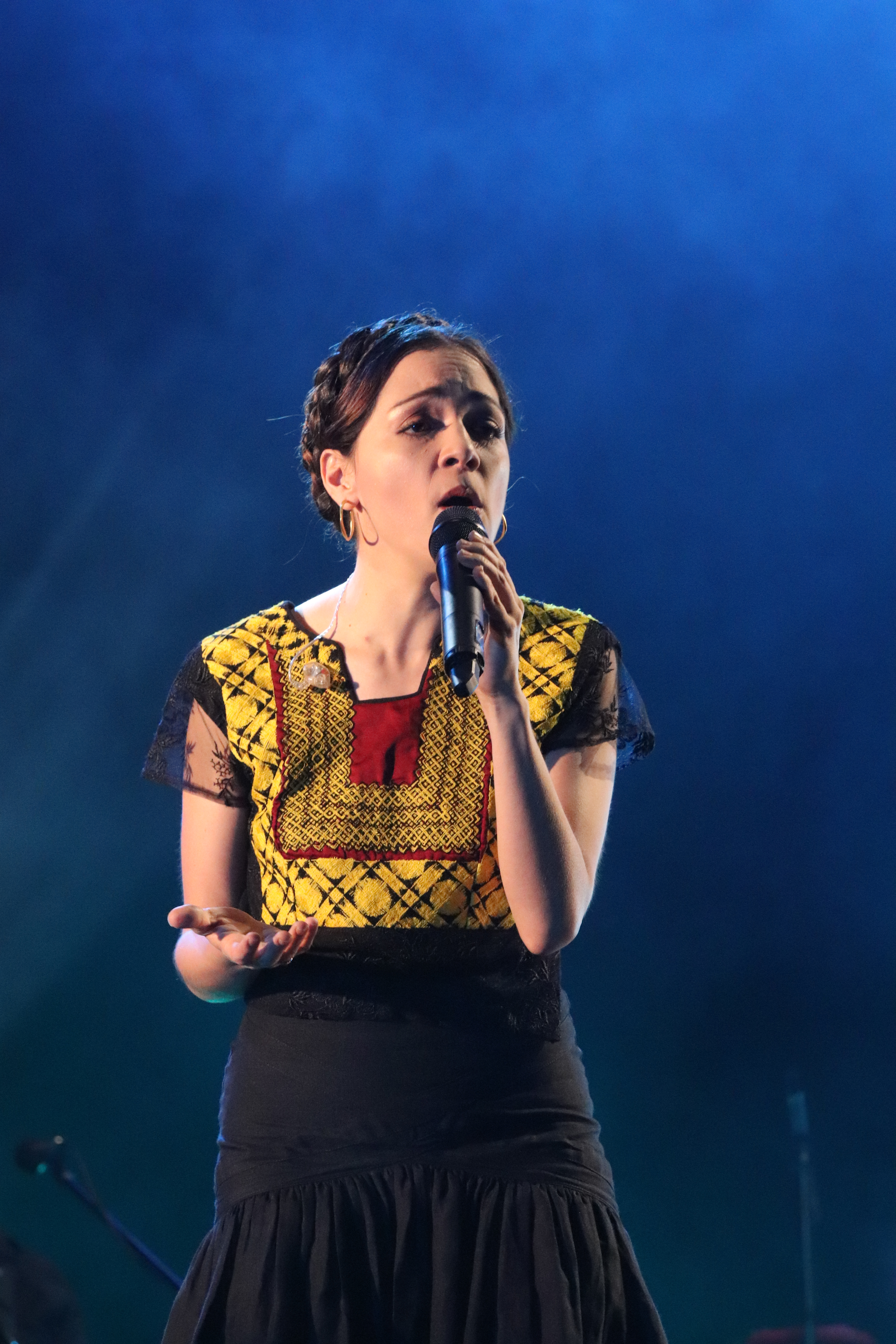
Natalia Lafourcade (2018)

Natalia Lafourcade Silva (* 26. Februar 1984 in Mexiko-Stadt) ist eine mexikanische Pop- und Folksängerin, Multiinstrumentalistin, Komponistin und Arrangeurin, Designerin und Frauenrechtlerin. 

## Biografie
Natalia Lafourcade wuchs als Musikerkind mit einer mexikanischen Mutter und einem chilenischen Vater in Coatepec (Veracruz) auf. Sie bekam eine umfassende künstlerische Ausbildung, die neben Musik auch Tanz und Malerei umfasste.
1998 ging sie zurück in ihre Geburtsstadt Mexiko-Stadt und wurde Mitglied der dreiköpfigen Band Twist, die aber nur ein Jahr Bestand hatte. Erste Soloaufnahmen machte sie 2000 mit dem italienischen Produzenten Loris Ceroni und später mit Aureo Baqueiro. Daraus entstand ihr nach ihr selbst benanntes Debütalbum, das 2002 veröffentlicht wurde. Es wurde auf Anhieb ein großer Erfolg und erreichte Platz eins der mexikanischen Albumcharts. Bei den Grammy Awards 2004 wurde sie für die Auszeichnung für das beste Latin-Pop-Album nominiert, für den Latin Grammy war sie sogar viermal nominiert, darunter als Newcomerin des Jahres und für ihre Debütsingle En el 2000 als Song des Jahres.
Vor dem zweiten Album stellte Lafourcade eine Begleitband mit Gitarrist, Schlagzeuger und Keyboarder zusammen. Als Natalia y la Forquetina veröffentlichten sie 2004 die Single Un pato und im Jahr darauf das Album Casa. Es erreichte erneut Platz eins, dazu gewann sie diesmal in der Kategorie Bestes Rockalbum einen Latin Grammy. Nach einem Jahr ausgiebigem Touren beendete sie aber das Bandintermezzo und wurde wieder Solomusikerin.
Die Mexikanerin veröffentlichte 2007 die EP Las 4 estaciones del amor mit vier Instrumentalstücken. Als Musikerin begleitete sie Julieta Venegas im Jahr darauf bei den Aufnahmen zu deren MTV-Unplugged-Album. Außerdem wirkte sie im selben Jahr bei der Red Bull Music Academy mit, einem jährlich stattfindenden internationalen Musikfestival und -Workshop.
Das nächste Album von Natalia Lafourcade mit dem Titel Hu hu hu erschien 2009. Die meisten Lieder darauf schrieb sie während eines längeren Aufenthalts in Kanada, drei davon waren ihre ersten englischsprachigen Lieder. Beim Titelsong ist Venegas als Gastsängerin vertreten. Das Album war zwar nicht so erfolgreich wie die früheren und erreichte nur Platz neun in Mexiko, es brachte ihr aber eine weitere Grammy-Nominierung als bestes Latin-Pop-Album sowie eine Latin-Grammy-Nominierung. Danach tourte sie nicht nur durch Nord- und Südamerika, sondern auch durch Europa und Japan.
Danach nahm sich Lafourcade als nächstes Projekt Lieder des mexikanischen Komponisten Agustín Lara vor. Mit zwölf verschiedenen Gastmusikern nahm sie ein Tributalbum mit dem Titel Mujer divina auf, das 2012 als CD und DVD veröffentlicht wurde. Sie gewann damit ihre Latin Grammys Nummer zwei und drei in den Kategorien Bestes Alternative-Album und Bestes Musik-Langvideo.
Das nächste Studioalbum trug den Titel Hasta la raíz und brachte sie im Frühjahr 2015 zum dritten Mal auf Platz eins der Albumcharts ihres Landes.

## Diskografie

### Alben
| Jahr | Titel Musiklabel                                        | Höchstplatzierung, Gesamtwochen, AuszeichnungChartplatzierungen (Jahr, Titel, Musiklabel, Platzierungen, Wochen, Auszeichnungen, Anmerkungen) | Höchstplatzierung, Gesamtwochen, AuszeichnungChartplatzierungen (Jahr, Titel, Musiklabel, Platzierungen, Wochen, Auszeichnungen, Anmerkungen) | Anmerkungen                              |
| Jahr | Titel Musiklabel                                        | MX | Latin | Anmerkungen                              |
| ---- | ------------------------------------------------------- | --- | --- | ---------------------------------------- |
| 2009 | Hu hu hu Sony Music (Sony)                              | MX9 Gold · (21 Wo.)MX | — | Erstveröffentlichung: 19. Mai 2009       |
| 2012 | Mujer divina: homenaja a Agustín Lara Sony Music (Sony) | MX3 ×3Dreifachplatin · (104 Wo.)MX | — | Erstveröffentlichung: 18. September 2012 |
| 2015 | Hasta la raíz Sony Music (Sony)                         | MX1 ×5Diamant + Fünffachgold · (85 Wo.)MX | Latin8 ×2Doppelplatin · (12 Wo.)Latin | Erstveröffentlichung: 17. März 2015      |
| 2017 | Musas Sony Music (Sony)                                 | MX3 ×2Doppelplatin · (72 Wo.)MX | Latin30 (1 Wo.)Latin | Erstveröffentlichung: 5. Mai 2017        |
| 2018 | Musas vol. 2 Sony Music (Sony)                          | MX8 (30 Wo.)MX | Latin31 (1 Wo.)Latin | Erstveröffentlichung: 9. Februar 2018    |

Weitere Alben
- 2002: Natalia Lafourcade (MX: Platin)
- 2005: Casa (Natalia y la Forquetina)
- 2007: Las 4 estaciones del amor (EP, Instrumental)
- 2020: Un canto por México, vol. 1
- 2021: Un canto por México, vol. 2
- 2022: De todas las flores
- 2025: Cancionera

### Singles
| Jahr | Titel Album                           | Höchstplatzierung, Gesamtwochen, AuszeichnungChartplatzierungen (Jahr, Titel, Album, Platzierungen, Wochen, Auszeichnungen, Anmerkungen) | Höchstplatzierung, Gesamtwochen, AuszeichnungChartplatzierungen (Jahr, Titel, Album, Platzierungen, Wochen, Auszeichnungen, Anmerkungen) | Anmerkungen                                                                      |
| Jahr | Titel Album                           | MX | Latin | Anmerkungen                                                                      |
| ---- | ------------------------------------- | --- | --- | -------------------------------------------------------------------------------- |
| 2003 | Mirame, Mirate Natalia Lafourcade     | — | Latin34 (5 Wo.)Latin |                                                                                  |
| 2018 | Nunca Es Suficiente Esto sí es cumbia | MX— ×2×3Doppeldiamant + DreifachplatinMX                                                                                                 | Latin7 (29 Wo.)Latin | Erstveröffentlichung: 20. April 2018 Los Ángeles Azules feat. Natalia LaFourcade |

grau schraffiert: keine Chartdaten aus diesem Jahr verfügbar
Weitere Singles
- 2002: En el 2000
- 2003: Busca un problema
- 2003: Elefantes
- 2003: Te quiero dar
- 2004: Un pato (Natalia y la Forquetina, Film: Temporada de patos)
- 2005: Ser humano
- 2005: Casa
- 2006: Solamente te lo doy a ti
- 2009: Azul
- 2009: Ella es bonita
- 2010: Cursis melodías
- 2010: No viniste
- 2012: La fugitiva (mit Kevin Johansen)
- 2013: Limosna (mit Meme)
- 2013: Mujer divina (mit Adrián Dárgelos)
- 2013: Aventurera (mit Álex Ferreira)
- 2014: Amor, amor de mis amores (mit Devendra Banhart)
- 2014: Quisiera saber (Los Daniels feat. Natalia Lafourcade, MX: Gold)
- 2015: Hasta la raíz (MX: ×5×3Fünffachdiamant + Dreifachgold , US: Diamant (Latin), ES: Platin)
- 2015: Nunca es suficiente (MX: ×9Diamant + Neunfachgold )
- 2015: Tú sí sabes quererme (MX: Diamant + Platin)
- 2017: Lo que construimos (MX: ×7Diamant + Siebenfachgold )
- 2017: Mi lugar favorito (MX: Gold)
- 2017: Soledad y El Mar (MX: ×2Doppelplatin )
- 2017: Remember Me (Dúo) (Miguel feat. Natalia Lafourcade, US: Gold)
- 2019: Mexicana hermosa (MX: Gold)
- 2019: Lo que construimos (mit Sabino, MX: Platin)

## Auszeichnungen für Musikverkäufe
| Goldene Schallplatte - Spanien - 2023: für das Lied Diazepam |

Anmerkung: Auszeichnungen in Ländern aus den Charttabellen bzw. Chartboxen sind in ebendiesen zu finden.
| Land/RegionAuszeichnungen für Musikverkäufe (Land/Region, Auszeichnungen, Verkäufe, Quellen) | Gold       | Platin       | Diamant       | Verkäufe  | Quellen             |
| -------------------------------------------------------------------------------------------- | ---------- | ------------ | ------------- | --------- | ------------------- |
| Mexiko (AMPROFON)                                                                            | 8× Gold8   | 23× Platin23 | 11× Diamant11 | 5.050.000 | amprofon.com.mx     |
| Spanien (Promusicae)                                                                         | Gold1      | Platin1      | —             | 90.000    | elportaldemusica.es |
| Vereinigte Staaten (RIAA)                                                                    | Gold1      | 2× Platin2   | Diamant1      | 1.220.000 | riaa.com            |
| Insgesamt                                                                                    | 10× Gold10 | 26× Platin26 | 12× Diamant12 |           |                     |